# Данильченко, Светлана Фёдоровна
Светлана Фёдоровна Данильченко (18 февраля 1938, Николаев — 15 ноября 2008, Часцы, Московская область) — советская актриса театра и кино. Известность получила благодаря съёмкам в телесериале «Вечный зов» и ряде других популярных кинофильмов.

## Биография
Родилась 18 февраля 1938 году в городе Николаеве Украинской ССР.
Родители приехали в город Троицк (Челябинская область) из Средней Азии накануне её поступления в школу в 1945 году. Училась в школе для девочек № 14 с первого по седьмой класс. В 1962 году окончила актёрский факультет Всесоюзного государственного института кинематографии (мастерская Григория Козинцева и Сергея Скворцова). По окончании института один год была артисткой Экспериментального театра пантомимы «Эктемим» под руководством Александра Румнева. Затем один сезон отработала в Театре имени Ленинского комсомола. В 1965—1983 годах была в штате киностудии «Мосфильм» и Театра-студии киноактёра. Сниматься в кино начала ещё учась в институте.
В 1965 году вышла замуж за кинорежиссёра Никоса Папатакиса, от этого брака у неё родился сын.
Жила в Подмосковье, в Одинцово и посёлке Часцы.
Умерла 15 ноября 2008 года. Похоронена на кладбище села Покровское (Одинцовский городской округ, Московская область).

## Фильмография
- 1958 — Когда начинается юность — Саня
- 1959 — Горячая душа — Яснова
- 1962 — Мы вас любим — Элиза
- 1963 — Люди не всё знают — Гануся
- 1963 — Сотрудник ЧК — Федосова
- 1965 — Нет неизвестных солдат — Юлия
- 1965 — Сколько лет, сколько зим — Люба
- 1965 — Хочу верить — Светлана
- 1969 — Король-олень — серендиппская девица
- 1970 — Белорусский вокзал — официантка
- 1971 — Ехали в трамвае Ильф и Петров — девушка в берете
- 1972 — За всё в ответе — участница встречи выпускников (нет в титрах)
- 1973 — Эта весёлая планета — эпизод
- 1974 — Единственная дорога — Бранка
- 1975 — Дерсу Узала — Анна, жена Владимира Арсеньева
- 1976 — Зеница ока — Саша
- 1973—1983 — Вечный зов — жена Кружилина (серии 8—10, 16—17)
- 1974—1977 — Хождение по мукам — дама за столом
- 1979 — Стакан воды — эпизод
- 1981 — Февральский ветер — жена губернатора